# Olduvaikloof
De Olduvaikloof, Oldupaikloof of Oldowaykloof is een 50 kilometer lang ravijn met steile wanden in het oostelijke deel van de Serengeti in Noord-Tanzania, in de Grote Slenk. De kloof is genoemd naar de wilde plant Sansevieria ehrenbergii, die door de Maasai Oldupaai genoemd wordt. Het ravijn wordt wel de wieg van de mensheid genoemd. 
Het is een van de belangrijkste archeologische vindplaatsen ter wereld. De daar gedane ontdekkingen hebben het inzicht in de evolutie van de eerste mensen belangrijk verdiept. De opgravingen zijn in de jaren dertig van de twintigste eeuw begonnen door Louis en Mary Leakey en gaan nog steeds door, nu door familieleden. 
Volgens sommige onderzoekers was hier miljoenen jaren geleden een groot meer waarvan de oevers waren bedekt met lagen vulkanische as. Ongeveer 500.000 jaar geleden veranderde seismische activiteit de loop van een riviertje dat zich vervolgens een weg baande door de sedimenten en zeven belangrijke lagen in de kloof blootlegde.
De stratigrafie is buitengewoon diep en de lagen vulkanische as en steen maken radiometrische datering van de ingebedde artefacten mogelijk, meestal door de kalium-argonmethode. De oudste rolsteenwerktuigen in Olduvai (van kiezelstenen gemaakte choppers) zijn ongeveer 2 Ma oud, maar er zijn fossiele resten van menselijke voorouders van 2,5 Ma oud gevonden. Tot 1983 borg Mary Leakey 37 000 werktuigen.
Er zijn resten gevonden van Australopithecus spp., Paranthropus boisei, Homo habilis, Homo erectus, en Homo sapiens.

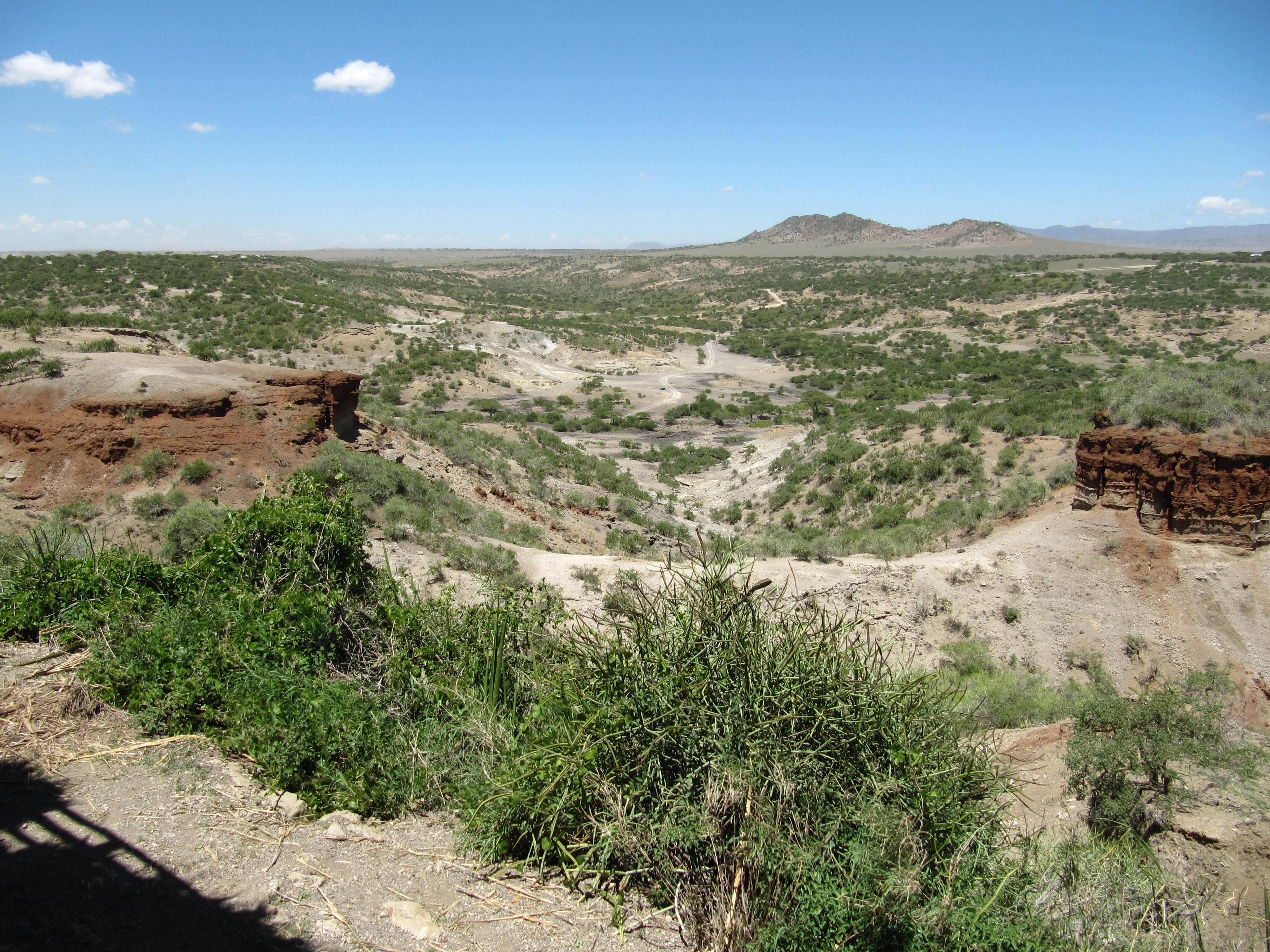
Olduvaikloof, december 2009